# Coen Gortemaker
Coen Christian Gortemaker (Enschede, 29 januari 1994) is een Nederlands voormalig voetballer die als linksback of als verdedigende middenvelder speelde. 

## Carrière
Gortemaker, oorspronkelijk afkomstig van Sparta Enschede, kwam in 2004 op zijn tiende in de jeugdopleiding van FC Twente terecht. In mei 2012 tekende hij een driejarig opleidingscontract bij de club.
Op 12 juli 2012 debuteerde hij in het eerste elftal in een wedstrijd tegen het Andorreze UE Santa Coloma in de UEFA Europa League. Het zou zijn enige optreden in de hoofdmacht van FC Twente worden. In seizoen 2013/14 behoorde Gortemaker tot de selectie van Jong FC Twente, dat vanaf dat seizoen uitkwam in de Eerste divisie. Door verschillende blessures kwam hij echter niet tot speeltijd.
In augustus 2014 tekende Gortemaker een tweejarig contract bij Heracles Almelo. In 2016 verruilde hij Heracles Almelo voor Achilles '29, waar hij een eenjarig contract tekende.
In januari 2017 maakte hij bekend aan het einde van het seizoen te gaan stoppen met profvoetbal en zijn loopbaan te vervolgen bij amateurvereniging HHC Hardenberg in de Tweede divisie. In februari 2018 beëindigde hij zijn loopbaan.

## Statistieken
| Seizoen         | Club            | Competitie      | Competitie | Competitie | Beker | Beker | Europa | Europa | Overig | Overig | Totaal | Totaal |
| Seizoen         | Club            | Competitie      | Wed.       | Dlp.       | Wed.  | Dlp.  | Wed.   | Dlp.   | Wed.   | Dlp.   | Wed.   | Dlp.   |
| --------------- | --------------- | --------------- | ---------- | ---------- | ----- | ----- | ------ | ------ | ------ | ------ | ------ | ------ |
| 2012/13         | FC Twente       | Eredivisie      | 0          | 0          | 0     | 0     | 1      | 0      | —      | —      | 1      | 0      |
| 2013/14         | Jong FC Twente  | Eerste divisie  | 0          | 0          | —     | —     | —      | —      | —      | —      | 0      | 0      |
| 2014/15         | Heracles Almelo | Eredivisie      | 0          | 0          | 0     | 0     | —      | —      | —      | —      | 0      | 0      |
| 2015/16         | Heracles Almelo | Eredivisie      | 0          | 0          | 1     | 0     | —      | —      | 0      | 0      | 1      | 0      |
| 2016/17         | Achilles '29    | Eerste divisie  | 5          | 0          | 1     | 0     | —      | —      | —      | —      | 6      | 0      |
| Carrière totaal | Carrière totaal | Carrière totaal | 5          | 0          | 2     | 0     | 1      | 0      | 0      | 0      | 1      | 0      |

Laatste update: 19 februari 2017